# Tamazula de Gordiano
Tamazula de Gordiano é um município do estado de Jalisco, no México.
Em 2005, o município possuía um total de 35.987 habitantes.